# Apotetrastichus postmarginalis
Apotetrastichus postmarginalis är en stekelart som först beskrevs av Boucek 1971.  Apotetrastichus postmarginalis ingår i släktet Apotetrastichus och familjen finglanssteklar. Arten är reproducerande i Sverige. Inga underarter finns listade i Catalogue of Life.